# Bombus vetustus
Bombus vetustus (лат.) — ископаемый вид шмелей рода Bombus (семейство Apidae). Обнаружен в миоценовых отложениях России: Дальний Восток, Хабаровский край, Botchi Formation, от 5 до 11 млн лет. Один из древних видов шмелей.

## Описание
Среднего размера ископаемые шмели, которые были описаны по отпечаткам тела и крыльев. Длина тела 16 мм, длина переднего крыла около 10,4 мм. Длина разных частей передней ноги: бедро — 1,9 мм; голень — 1,8 мм; базитарсус — 1,6 мм; соответствующие части средней ноги: 2,7 — 2,7 — 2,2 мм; эквиваленты задней ноги: 2,9 — 3,9 — 2,2 мм.
Вид Bombus vetustus был впервые описан в 1991 году российским палеоэнтомологом профессором Александром Павловичем Расницыным (Лаборатория членистоногих, Палеонтологический институт РАН, Москва) и американским гименоптерологом академиком Чарлзом Миченером (C. D. Michener).
Видовое название Bombus vetustus происходит от латинского слова vetustus — «старый». Включён в состав рода шмелей Bombus.
Сестринские таксоны: †Bombus abavus Heer 1867 (миоцен, Германия), †Bombus coironensis Riou 1999 (миоцен, Франция), †Bombus crassipes Novák 1878 (миоцен, Чехия), †Bombus florissantensis Cockerell 1906 (эоцен, США), †Bombus luianus Zhang 1990 (миоцен, Китай), †Bombus pristinus Rogenhofer 1867 (миоцен, Греция), †Bombus proavus Cockerell 1931 (миоцен, США).